# Vienna International Busterminal
Das Vienna International Busterminal (VIB) ist einer von drei nationalen und internationalen Busbahnhöfen in der österreichischen Hauptstadt Wien.
Der Fernbusbahnhof, welcher sich im Stadtteil Erdberg im 3. Wiener Gemeindebezirk Landstraße befindet, diente internationalen Fernbussen wie Eurolines zur Anbindung Wiens an den Fernbusverkehr. Seit der Liberalisierung des Fernbusmarktes in Europa wird der Busbahnhof auch durch weitere Unternehmen wie FlixBus angefahren.
Das Busterminal befindet sich heute im Eigentum des österreichischen Busunternehmens Blaguss.
Der Fernbusbahnhof wurde an die neuen Anforderungen, welche mit der Liberalisierung des Fernbusmarktes in Europa entstanden, angepasst, heute verfügt dieser über Schnellrestaurants, Bankautomaten, öffentliche Toilettenanlagen, Schließfächer, beheizte Warteräume sowie WLAN-Anschlüsse.
Das Vienna International Busterminal ist über die unweit entfernt liegende U-Bahn-Station Erdberg an das Wiener U-Bahn-Netz und über die Linie N75 an das Wiener Nachtbusnetz angeschlossen. Zudem befindet sich bei der U-Bahn-Station Erdberg eine Park-and-Ride-Anlage.
Das VIB zählt jährlich etwa zwei Millionen Fahrgäste, die von insgesamt 45 verschiedenen Busunternehmen in 80.000 Fahrten transportiert werden.
Neben dem Vienna International Busterminal befinden sich in Wien noch das Busterminal Vienna in der Nähe des Ernst-Happel-Stadions sowie das Internationale Busterminal beim Hauptbahnhof.
Im März 2019 wurde der Bau eines bislang fehlenden, zentralen Busterminals für Wien beschlossen, welcher sich im 2. Bezirk in nähe des heutigen Busterminal Vienna befinden wird, da die aktuelle Situation an den beiden Wiener Busterminals sowie weiterer Fernbushaltestellen am Hauptbahnhof und dem Westbahnhof sich für Fahrgäste als unbefriedigend herausstellt und Umsteigereisende einen Wechsel der Haltestelle vornehmen müssen. Aufgrund von finanziellen Problemen einer privaten Investorengruppe verzögert sich dieses Projekt jedoch, derzeit ist es pausiert.